# Condado de Clark (Missouri)
O Condado de Clark é um dos 114 condados do estado americano de Missouri. A sede do condado é Kahoka, e sua maior cidade é Kahoka. O condado possui uma área de 1 326 km² (dos quais 12 km² estão cobertos por água), uma população de 7 416 habitantes, e uma densidade populacional de 6 hab/km² (segundo o censo nacional de 2000). O condado foi fundado em 1836.